# Henri Wils
Henricus (Henri) Franciscus Wils (Antwerpen, 28 november 1892 – Rotterdam, 19 april 1967) was een Belgische kunstschilder, tekenaar, houtsnijder, graficus en boekbandontwerper. Hij werkte in Rotterdam vanaf 1921 tot 1967 nadat hij vanaf 1914 als vluchteling uit België geïnterneerd was in Kampen. Zijn werk werd gedurende de Kerstweek van 1914 in de zaal van het Etnografisch Museum te Kampen tentoongesteld.  
Hij ontwierp ex-libris, maakte ontwerpen voor boekbanden, en boek- of stofomslagen en schilderde en tekende stadsgezichten en portretten. 
In het zesde Winterboek van de Wereldbibliotheek 1927-1928 zijn twee houtsneden en acht autotypieën in vier kleuren van Henri Wils te bewonderen. Hij werkte ook voor J.H. Kok te Kampen en ontwierp voor die firma de boekband
voor de uitgave Het Heilige Land in 1915.